# Frédéric Gosparini
Frédéric Gosparini (ur. 25 czerwca 1970 roku w Paryżu) – francuski kierowca wyścigowy.

## Kariera
Gosparini rozpoczął karierę w wyścigach samochodowych w 1989 roku od startów we Francuskiej Formule Renault, gdzie dwukrotnie stawał na podium. Z dorobkiem 33 punktów uplasował się tam na jedenastej pozycji w klasyfikacji generalnej. W późniejszych latach pojawiał się także w stawce Niemieckiej Formuły 3, Francuskiej Formuły 3, Brytyjskiej Formuły 3000, Formuły 3000, Firestone Indy Lights Championship, Euro Open by Nissan oraz CART Toyota Atlantic Championship.
W World Series by Nissan Francuz startował w latach 1998-1999. W pierwszym sezonie startów uzbierał łącznie 89 punktów. Dało mu to siódme miejsce w końcowej klasyfikacji kierowców. Rok później jego dorobek wyniósł 16 punktów. Został sklasyfikowany na szesnastej pozycji w klasyfikacji generalnej. W sezonie 1992 wystartował również w Formule 3000. Jednak nigdy nie zdobył punktów.